# Пічеури
Пічеу́ри (рос. Пичеуры, ерз. Пичеуры) — село у складі Чамзінського району Мордовії, Росія. Адміністративний центр Пічеурського сільського поселення.
Стара назва — Печеури.

## Населення
Населення — 543 особи (2010; 655 2002).
Національний склад (станом на 2002 рік):
- росіяни — 91 %